# Tarsius lariang
Tarsius lariang is een zoogdier uit de familie van de spookdiertjes (Tarsiidae). De wetenschappelijke naam van de soort werd voor het eerst geldig gepubliceerd door Merker & Groves in 2006. Van deze soort zijn zeven museumexemplaren bekend; twee daarvan werden eerst verkeerd geïdentificeerd als het dwergspookdier (Tarsius pumilus). Deze soort is genoemd naar de Lariang, een belangrijke rivier in het gebied van Celebes waar het dier voorkomt.

## Kenmerken
Deze soort is donkerder gekleurd dan de andere spookdiertjes uit Celebes. De rugvacht is grijsbruin. De staart is zeer donker, vaak bijna zwart, en loopt uit in een donker penseel. Om de ogen zit een duidelijke zwarte ring. De derde vinger is zeer lang. Van de spookdiertjes is het de op een na grootste soort; alleen het Sangihespookdier (Tarsius sangirensis) is groter. Het gewicht bedraagt 67 tot 113 gram.

## Voorkomen
De soort komt voor in het westen van het centrale gedeelte van Sulawesi.